# Nigatsu-dō

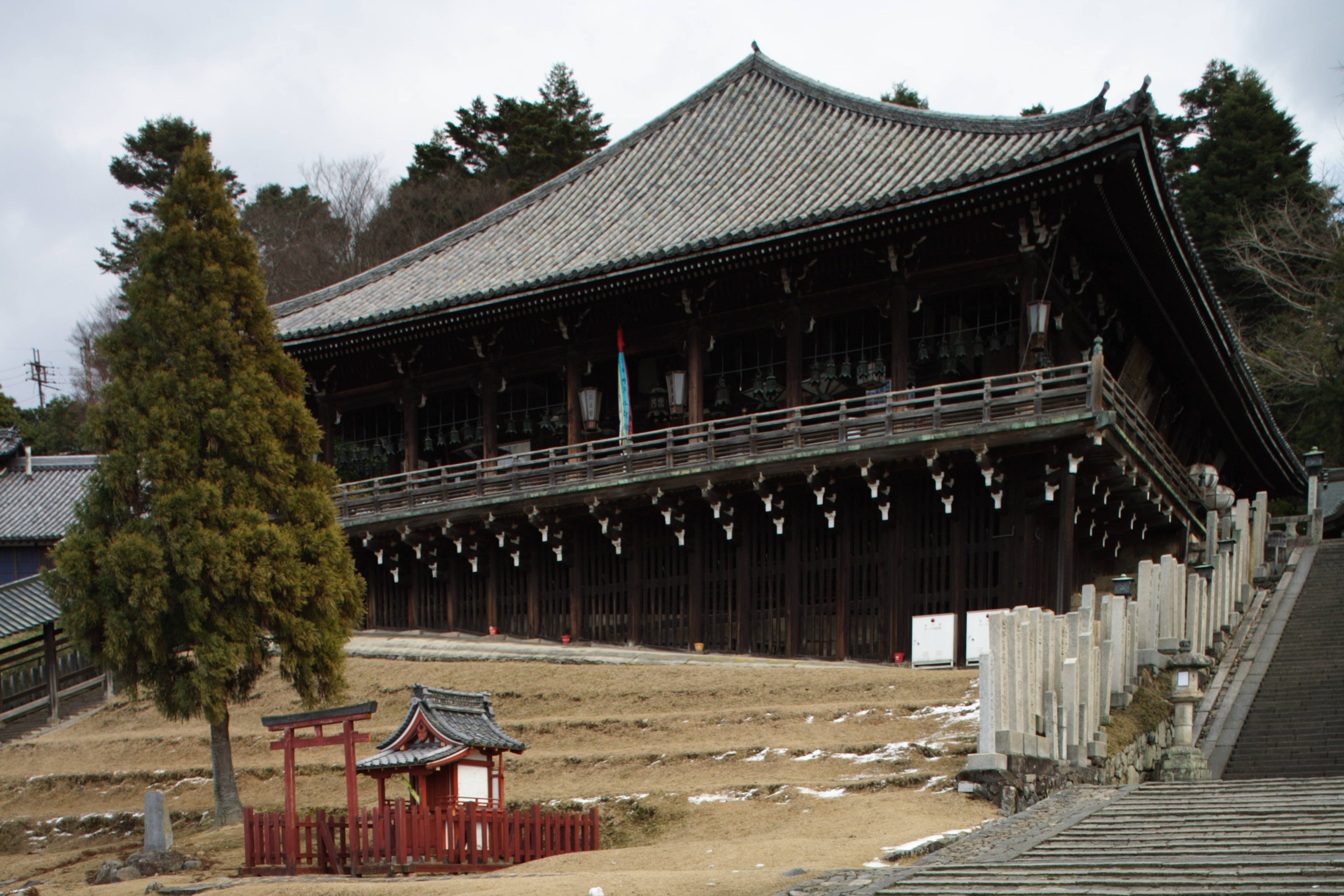
Nigatsu-dō (二月堂) en 2005.

El Nigatsu-dō (nihongo, 二月堂, "La Sala del Segundo Mes") es una de las estructuras importantes del templo budista de Tōdai-ji, ubicado en la ciudad de Nara, Japón. El Tōdai-ji está incluido dentro de la lista de la UNESCO del Patrimonio de la Humanidad como uno de los "Monumentos históricos de la Nara antigua", junto con otros siete lugares, incluyendo templos, santuarios y lugares en la ciudad de Nara. 
El Nigatsu-dō se encuentra al este de la Sala del Gran Buda, en la colina del monte Wakakusa, más arriba que el más conocido Daibutsu-den. Incluye otros edificios además de la sala que específicamente se llama Nigatsu-dō, comprendiendo así su propio subcomplejo dentro del Tōdai-ji.
A poca distancia del Nigatsu-dō se encuentra el Sangatsu-dō, el edificio más antiguo del complejo Tōdai-ji.

## Historia

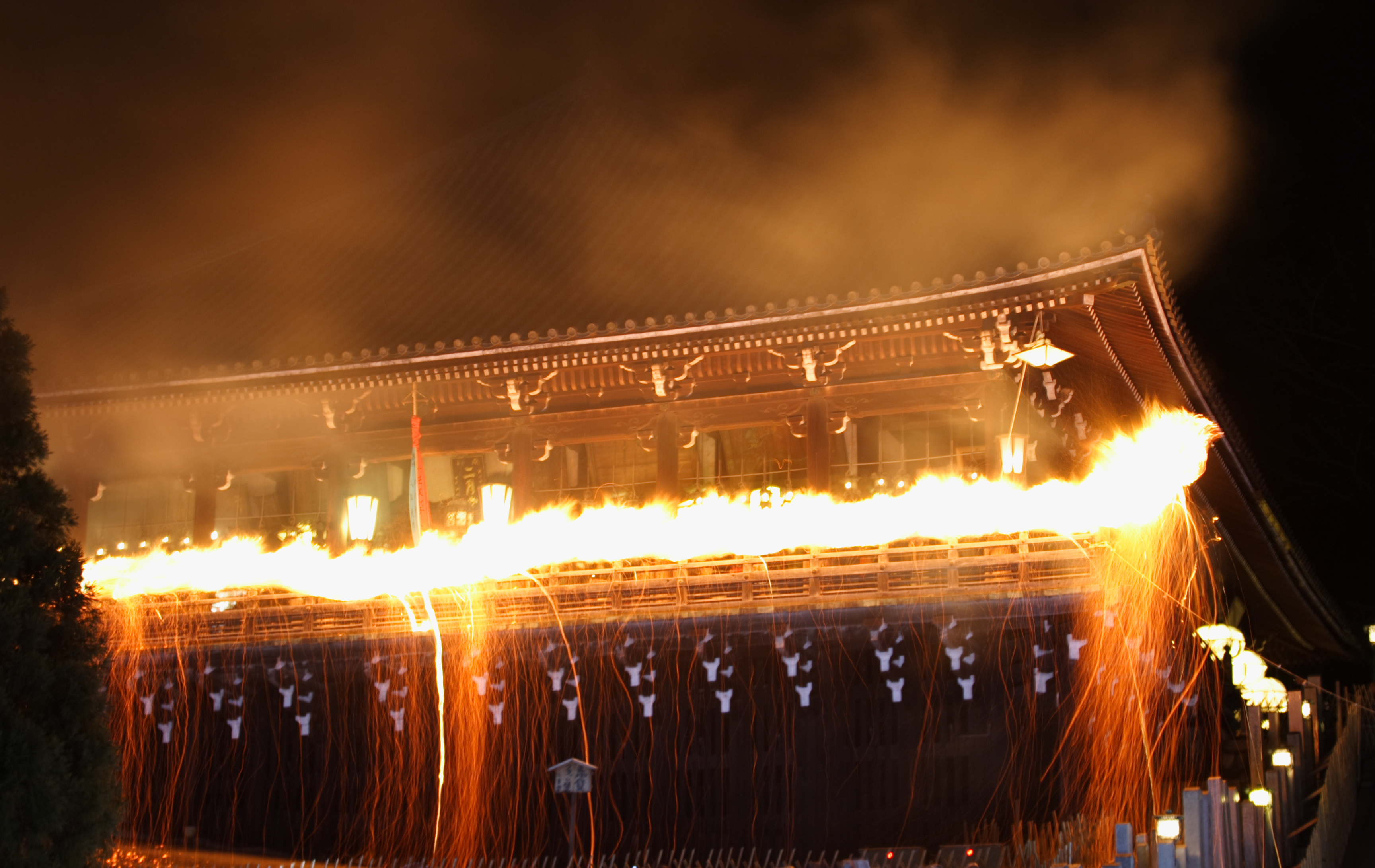
En la principal ceremonia del Omizutori en Nigatsu-dō, los monjes recorren con antorchas la balconada.

El Nigatsu-dō fue fundado en el año 752 por un monje que llevaba el nombre de Sanetada, pero el monje budista Jitchu, un pupilo de Rōben, introdujo más tarde un "servicio de arrepentimiento" dedicado a la imagen de Kannon, el Bodhisattva de once caras, en 760. Se ha celebrado como rito anual desde 760 sin solución de continuidad. El servicio pasó a ser conocido como Shuni-e (修二会, lit. el "Servicio del Segundo Mes"), pues se celebraba en el segundo mes del calendario lunisolar tradicional. En la actualidad, comienza el 1.º de marzo y termina el 15 de ese mismo mes. Omizutori, que significa "tomar el agua sagrada", se ha convertido en un nombre popular para esta ceremonia. 
Se dice que Jichu celebró el primer servicio Shuni-e en otro templo, en 752, mientras que la construcción original de la Sala Nigatsu-dō se estima que terminó en algún momento entre los años 756 y 772. 
Aunque la sala se salvó de las guerras civiles en 1180 y 1567, en las que se perdió la Sala del Gran Buda. No obstante, el Nigatsu-dō quedó destruido en 1667 (año 7 de la era Kanbun 7) debido a un incendio durante el servicio Shuni-e. Este incendio afectó a la estructura principal, e inmediatamente comenzaron las obras de reconstrucción. La reconstrucción de Nigatsu-dō se terminó en 1669. 
En 1944, fue elegido por Japón como uno de los aspectos culturales más importantes del país.

## Arquitectura
La actual sala principal de Nigatsu-dō está considerada un tesoro nacional. La sala alberga dos Kannons, uno grande y otro pequeño, aunque ambos están clasificados como Hibutsu (秘仏) – "Budas secretos" – y por lo tanto, no se los muestra públicamente.